# Liste Gurlitt (CCP Wiesbaden)
Der Artikel listet die Kunstwerke in der Sammlung Hildebrand Gurlitt (Hamburg) nach der Aufstellung des Central Collecting Point Wiesbaden von 1950 auf. Die Namen wurden angepasst und die englische Beschreibung der Bilder übernommen. Sie wird sukzessive um die deutschen Titel ergänzt und bebildert, soweit gemeinfrei. In der Spalte 1956 werden noch die Werke in der Ausstellung 1956 in New York und San Francisco ergänzt. In der Spalte 2012/2013 findet sich, soweit zu ermitteln, der Raum für die Angaben zum heutigen Verbleib. Die Angabe P[ainting] oder Dr[awing] wurde zunächst übernommen, kann aber entfallen, wenn eine Abbildung gefunden wurde.

## Liste
| Wie. No. | Künstler                                    | Name | 1956                        | 2012/2013                                                                                | Abbildung  |
| -------- | ------------------------------------------- | --- | --------------------------- | ---------------------------------------------------------------------------------------- | ---------- |
| 1928     | Max Liebermann                              | Waggon in the Sandhills |                             |                                                                                          | P[ainting] |
| 1930     | Max Liebermann                              | Two riders on the beach / Zwei Reiter am Strand (Werkverzeichnis Nr. 1901/14; bis 1939 Sammlung David Friedmann, Breslau.) |                             | Schwabinger Kunstfund                                                                    |            |
| 1930/1   | Dutch, 17th c. Netscher ?                   | Two children making soap bubbles                                                                                           |                             |                                                                                          | P          |
| 1932/1   | Louis Gurlitt                               | Cattaro (Dalmatie) |                             |                                                                                          | P          |
| 1932/2   | German 18th cent.                           | Flower Stillife |                             |                                                                                          | P          |
| 1932/3   | Louis Gurlitt                               | Mountain Landscape |                             |                                                                                          | P          |
| 1933/4   | Louis Gurlitt                               | Forrest Landscape |                             |                                                                                          | P          |
| 1933/5   | Louis Gurlitt                               | View of Helicon and Parnass                                                                                                |                             |                                                                                          | P          |
| 1932/6   | Louis Gurlitt                               | Plain of Theben |                             |                                                                                          | P          |
| 1932/7   | Leo Putz                                    | Portrait of a girl |                             |                                                                                          | P          |
| 1932/8   | Louis Gurlitt                               | Pyramide of Oestius |                             |                                                                                          | P          |
| 1932/9   | Otto Dix                                    | Self-Portrait |                             | Schwabinger Kunstfund                                                                    | P (Abb.)   |
| 1932/10  | Jules Pascin                                | Two women and a man |                             |                                                                                          | P          |
| 1932/11  | Emil Nolde                                  | Seashore |                             |                                                                                          | P          |
| 1932/12  | Otto Dix                                    | Head of a girl |                             | Schwabinger Kunstfund                                                                    | P (Abb.)   |
| 1934/1   | Georges Michel                              | Landscape |                             |                                                                                          | P          |
| 1934/2   | Georges Michel                              | Sterny sky |                             |                                                                                          | P          |
| 1934/3   | Georges Michel                              | Landscape with Mill |                             |                                                                                          | P          |
| 1934/4   | Georges Michel                              | Landscape |                             |                                                                                          | P          |
| 1934/5   | Georges Michel                              | Landscape |                             |                                                                                          | P          |
| 1934/6   | Georges Michel                              | Landscape with two windmills                                                                                               |                             |                                                                                          | P          |
| 1936     | Gustave Courbet                             | The father |                             |                                                                                          | P          |
| 1937     | Adolph-Félix Cals                           | Sealandscape |                             |                                                                                          | P          |
| 1937/1   | Rayski ?                                    | Men playing at cards |                             |                                                                                          | P          |
| 1937/2   | German about 1840                           | Portrait of a Lady |                             |                                                                                          | P          |
| 1937/4   | Louis Gurlitt                               | Clouds |                             |                                                                                          | P          |
| 1937/5   | Louis Gurlitt                               | View on Gardasee |                             |                                                                                          | P          |
| 1937/6   | Albert Weisgerber                           | Painter and three nudes |                             |                                                                                          | P          |
| 1937/7   | French 18th century, Jacques-Albert Senave? | Peasant family in a cabin                                                                                                  |                             |                                                                                          | P          |
| 1937/8   | Victor Dupré                                | Landscape |                             |                                                                                          | P          |
| 1937/9   | Krüger                                      | Hauptmann v. Blumenthal |                             |                                                                                          | Dr[awing]  |
| 1937/10  | Louis Gurlitt                               | Mulde near wurzen |                             |                                                                                          | P          |
| 1937/11  | Francesco Guardi                            | Entrance to a monastery |                             |                                                                                          | P          |
| 1937/12  | Louis Gurlitt                               | Palermo and Monte Pellegrino                                                                                               |                             |                                                                                          | P          |
| 1937/14  | Dietrich 1770                               | Italian Peasants around a fireplace                                                                                        |                             |                                                                                          | Dr         |
| 1937/15  | Engl. 18th cent.                            | Landscape with windmill |                             |                                                                                          | P          |
| 1937/16  | Gustave Courbet                             | Landscape with rocks |                             |                                                                                          | P          |
| 1939/1   | Louis Gurlitt                               | Study of Clouds |                             |                                                                                          | P          |
| 1940/1   | Rudolf Schlichter                           | Portrait of a man |                             |                                                                                          | P          |
| 1940/2   | Hans Thoma                                  | Schwarzwald landscape |                             |                                                                                          | P          |
| 1951/1   | Max Beckmann                                | In the bar |                             |                                                                                          | P          |
| 1951/2   | Edgar Degas                                 | Nude woman washing herself                                                                                                 |                             |                                                                                          | P          |
| 1951/3   | Edgar Degas                                 | Two Nudes |                             |                                                                                          | Dr         |
| 1951/5   | Georg Schrimpf                              | Farmyard |                             |                                                                                          | P          |
| 1951/6   | Frank Franken                               | Marriage at Cana |                             |                                                                                          | P          |
| 1951/7   | Style of B. Spranger                        | Hereus |                             |                                                                                          | P          |
| 1951/8   | Keirimax                                    | Landscape |                             |                                                                                          | P          |
| 1957/1   | Eduard Hildebrandt                          | Rio de Janeiro |                             |                                                                                          | P          |
| 1957/2   | Salomon Rombouts                            | Landscape |                             |                                                                                          | P          |
| 1957/3   | Katharina Treu                              | Stillife with fruit |                             |                                                                                          | P          |
| 1957/4   | Katharina Treu                              | Stillife with fruits |                             |                                                                                          | P          |
| 1957/5   | Jean-Honoré Fragonard                       | Anne and the holy family                                                                                                   |                             |                                                                                          | P          |
| 1957/6   | Félix Ziem                                  | Marine |                             |                                                                                          | P          |
| 1957/7   | Jan van Huijsum                             | Stillife |                             |                                                                                          | P          |
| 1974/2   | French                                      | Two ladies in a room |                             |                                                                                          | P          |
| 1974/3   | Jacob Isaacksz. van Ruisdael attrib. to     | Landscape |                             |                                                                                          | P          |
| 1974/7   | Roos                                        | Landscape with animals |                             |                                                                                          | P          |
| 1977/2   | G.H.W.                                      | Picture „to Gorki“ |                             |                                                                                          | P          |
| 1777/3   | unknown                                     | Mother and child |                             |                                                                                          | Dr         |
| 1977/4   | unknown                                     | Kassandra |                             |                                                                                          | Dr         |
| 1977/5   | Karl Schmidt-Rottluff                       | Mountainvillage | Nr. 106 Village in Tessin   |                                                                                          | P          |
| 1977/6   | G.H.W.                                      | Adoration of a godess |                             |                                                                                          | P          |
| 1977/7   | Carl Hofer                                  | Halfnude |                             |                                                                                          | Dr         |
| 1977/8   | Carl Hofer                                  | Young woman, halfnude |                             |                                                                                          | Dr         |
| 1977/9   | Käthe Kollwitz                              | Pieta |                             |                                                                                          | Dr         |
| 1977/10  | Daun                                        | Egyptian Scene |                             |                                                                                          | Dr         |
| 1977/11  | Wilhelm Lehmbruck                           | Nude |                             |                                                                                          | Dr         |
| 1977/12  | DH. 10.                                     | Handgranade Troop |                             |                                                                                          | Dr         |
| 1977/13  | Oskar Schlemmer                             | Group of women | Nr. 101 Two women           |                                                                                          | P          |
| 1977/14  | unknown                                     | Landscape with windmill |                             |                                                                                          | P          |
| 1977/15  | Otto Grissel, richtig wohl Otto Griebel     | Hippodrom in St. Pauli |                             |                                                                                          | P          |
| 1977/16  | Unknown                                     | Portrait of a Woman |                             |                                                                                          | P          |
| 1977/17  | Otto Grissel, richtig wohl Otto Griebel     | Lady with a Veil [richtig:Vail]                                                                                            |                             |                                                                                          | P          |
| 1977/18  | Unknown                                     | Lady at the Loge |                             |                                                                                          | P          |
| 1977/19  | Hans Meid                                   | House and Trees |                             |                                                                                          | P          |
| 1977/20  | M.R.                                        | Portrait of a Little Boy                                                                                                   |                             |                                                                                          | P          |
| 1977/21  | Wilhelm Lachnit                             | Portrait of a Boy |                             |                                                                                          | P          |
| 1977/22  | Christoph Voll                              | Portrait of a Man: Sprengmeister Hautsch                                                                                   |                             |                                                                                          | Dr         |
| 1977/23  | C. Vocks                                    | Peasantwoman |                             |                                                                                          | P          |
| 1977/24  | F. Lenck                                    | Göhweinstein/Franken |                             |                                                                                          | P          |
| 1977/25  | August Macke                                | Southern Parc |                             |                                                                                          | Dr         |
| 1977/26  | W.L.                                        | Man and Woman Looking Out of Window                                                                                        |                             |                                                                                          | P          |
| 1977/27  | Otto Müller                                 | Nude in Bushes |                             |                                                                                          | Dr         |
| 1977/28  | C.R.                                        | Flower Still Life |                             |                                                                                          | P          |
| 1977/29  | Erich Heckel                                | Landscape With Lake |                             |                                                                                          | P          |
| 1977/30  | Werner Scholz                               | Two Old People |                             |                                                                                          | Dr         |
| 1977/31  | Friedrich Karl Gotsch                       | Seashore Scene |                             |                                                                                          | P          |
| 1977/32  | Friedrich Karl Gotsch                       | Girl on Chair |                             |                                                                                          | P          |
| 1977/33  | Werner Scholz                               | Kneeling Nun |                             |                                                                                          | Dr         |
| 1977/34  | Lenk                                        | Landscape in Rain |                             |                                                                                          | P          |
| 1977/35  | W. Winter                                   | Fishermen With Boats |                             |                                                                                          | Dr         |
| 1977/36  | George Grosz                                | Street Scene |                             |                                                                                          | P          |
| 1977/37  | Conrad Felixmüller                          | Lover Scene |                             |                                                                                          | P          |
| 1977/38  | Bernhard Kretzschmar                        | Street Scene |                             |                                                                                          | P          |
| 1977/39  | Erich Fraaß                                 | Mother With Child |                             |                                                                                          | P          |
| 1977/40  | August Macke                                | Lady in Carriage | Nr. 60 Lady in coach        |                                                                                          | P          |
| 1977/41  | Max Pechstein                               | Portrait of a Man |                             |                                                                                          | Dr         |
| 1977/42  | Bolin                                       | Town of Münster |                             |                                                                                          | Dr         |
| 1977/43  | Max Pechstein                               | Fisher Village |                             |                                                                                          | P          |
| 1977/44  | Otto Müller                                 | Nude | Nr. 78 At the Waterside (?) |                                                                                          | P          |
| 1977/45  | Rudolf Schlichter                           | Back View of Houses |                             |                                                                                          | P          |
| 1977/46  | George Grosz                                | Two Women and a Man Walking                                                                                                |                             |                                                                                          | Dr         |
| 1977/47  | Erich Heckel                                | Man Blowing Flute | Nr. 29 The Man (?)          |                                                                                          | P          |
| 1977/48  | Max Beckmann                                | Scene on Beach |                             |                                                                                          | P          |
| 1977/49  | Max Beckmann                                | Woodcutter |                             |                                                                                          | P          |
| 1977/50  | Gustav Hartmann                             | Interior |                             |                                                                                          | P          |
| 1977/51  | Rudolf Grossmann                            | Woman With Cat |                             |                                                                                          | Dr         |
| 1977/52  | Karl Schmidt-Rottluff                       | Scenery on Lakeshore |                             |                                                                                          | P          |
| 1977/53  | Karl Schmidt-Rottluff                       | Still Life |                             |                                                                                          | P          |
| 1977/54  | Karl Schmidt-Rottluff                       | Lake With Reedgrass |                             |                                                                                          | P          |
| 1977/55  | Christian Rohlfs                            | Yellow Flowers |                             |                                                                                          | P          |
| 1977/56  | Christian Rohlfs                            | White Flowers |                             |                                                                                          | P          |
| 1977/58  | P.A.                                        | Landscape With Dunes and People Working on Field                                                                           |                             |                                                                                          | P          |
| 1977/59  | Auguste Rodin                               | Atlas |                             |                                                                                          | P          |
| 1977/60  | Winterhalter                                | Portrait of a Lady |                             |                                                                                          | Dr         |
| 1977/61  | China, 18th century                         | Landscape |                             |                                                                                          | P          |
| 2004/1   | August Macke                                | Woman in the Zoo |                             |                                                                                          | P          |
| 2004/2   | Paul Trouillebert                           | landscape |                             |                                                                                          | P          |
| 2004/3   | Louis Gurlitt                               | Chryso |                             |                                                                                          | P          |
| 2004/4   | Marc Chagall                                | Fabulous Scene |                             | Schwabinger Kunstfund                                                                    | P (Abb.)   |
| 2004/4   | German 20th century                         | Woman's Head |                             |                                                                                          | P          |
| 2004/6   | Louis Gurlitt                               | Near Theben |                             |                                                                                          | P          |
| 2004/7   | Louis Gurlitt                               | Danish Landscape |                             |                                                                                          | P          |
| 2004/8   | Louis Gurlitt                               | Near Salzburg |                             |                                                                                          | P          |
| 2004/9   | Louis Gurlitt                               | Park Scene |                             |                                                                                          | P          |
| 2004/10  | Georges Michel                              | Landscape |                             |                                                                                          | P          |
| 2004/11  | Louis Gurlitt                               | Akropolis II |                             |                                                                                          | P          |
| 2004/12  | Max Beckmann                                | The Lion Tamer / Der Löwenbändiger                                                                                         | Nr. 12                      | 2011 von Cornelius Gurlitt durch das Auktionshaus Lempertz für 864.000 Euro versteigert. | P (Abb.)   |
| 2004/13  | Otto Müller                                 | Portrait of a Lady |                             |                                                                                          | P          |
| 2006/1   | Louis Gurlitt                               | Italian Landscape |                             |                                                                                          | P          |
| 2006/2   | Jean-Baptiste Oudry                         | Hunting Piece |                             |                                                                                          | Dr         |
| 2006/3   | Pierre Paul Prud’hon                        | Adam and Eve |                             |                                                                                          | P          |
| 2006/4   | Georges Michel                              | Landscape With Windmill |                             |                                                                                          | P          |
| 2006/5   | Schenau                                     | Painter With Model |                             |                                                                                          | P          |
| 2006/6   | Andreas Achenbach                           | Watering Place |                             |                                                                                          | P          |
| 2051     | Louis Gurlitt                               | Landscape in Villa Doris                                                                                                   |                             |                                                                                          | P          |
| 2052     | Kitagawa Utamaro                            | Three Girls on a Small Bridge                                                                                              |                             |                                                                                          | Print      |